# Pterolophia ochreopunctata
Pterolophia ochreopunctata là một loài bọ cánh cứng trong họ Cerambycidae.